# Nodaria cidarioides
Nodaria cidarioides är en fjärilsart som beskrevs av George Francis Hampson 1891. Nodaria cidarioides ingår i släktet Nodaria och familjen nattflyn. Inga underarter finns listade i Catalogue of Life.